# Russische Poolbillard-Meisterschaft 2013
Die russische Poolbillard-Meisterschaft 2013 war ein Poolbillardturnier, das vom 18. bis 21. November 2013 in Sankt Petersburg ausgetragen wurde. Ermittelt wurden die nationalen Meister in den Disziplinen 8-Ball, 9-Ball, 10-Ball und 14/1 endlos.
Erfolgreichster Spieler war Witali Pawluchin. Er wurde Russischer 14/1-endlos-Meister und Vizemeister in den Disziplinen 10-Ball und 9-Ball. Ruslan Tschinachow, der im Vorjahr drei Wettbewerbe gewonnen hatte, gewann den Titel im 8-Ball und belegte den zweiten Platz im 14/1 endlos. Der damals 15-jährige Maxim Dudanez gewann beim 9-Ball-Wettbewerb durch einen 7:4-Finalsieg gegen Pawluchin seinen ersten Meistertitel. Bei den Damen wurden Darja Sirotina und Anna Maschirina jeweils zweimal Russische Meisterin. Sirotina erreichte zudem jeweils einmal den zweiten und den dritten Platz.

## Medaillengewinner
| Wettbewerb           | Gold               | Silber                  | Bronze                  |
| -------------------- | ------------------ | ----------------------- | ----------------------- |
| Herren – 14/1 endlos | Witali Pawluchin   | Ruslan Tschinachow      | Jewgeni Buslajew        |
| Herren – 14/1 endlos | Witali Pawluchin   | Ruslan Tschinachow      | Leonid Michailow        |
| Herren – 10-Ball     | Jewgeni Buslajew   | Witali Pawluchin        | Alexander Kusnezow      |
| Herren – 10-Ball     | Jewgeni Buslajew   | Witali Pawluchin        | Sergei Luzker           |
| Herren – 8-Ball      | Ruslan Tschinachow | Maxim Dudanez           | Marsel Safiullin        |
| Herren – 8-Ball      | Ruslan Tschinachow | Maxim Dudanez           | Danila Smelnizki        |
| Herren – 9-Ball      | Maxim Dudanez      | Witali Pawluchin        | Maxim Tjagin            |
| Herren – 9-Ball      | Maxim Dudanez      | Witali Pawluchin        | Konstantin Stepanow     |
| Damen – 14/1 endlos  | Darja Sirotina     | Anastassija Netschajewa | Kristina Tkatsch        |
| Damen – 14/1 endlos  | Darja Sirotina     | Anastassija Netschajewa | Natalja Seroschtan      |
| Damen – 10-Ball      | Anna Maschirina    | Kristina Tkatsch        | Darja Sirotina          |
| Damen – 10-Ball      | Anna Maschirina    | Kristina Tkatsch        | Anastassija Netschajewa |
| Damen – 8-Ball       | Anna Maschirina    | Darja Sirotina          | Darja Utjugowa          |
| Damen – 8-Ball       | Anna Maschirina    | Darja Sirotina          | Kristina Tkatsch        |
| Damen – 9-Ball       | Darja Sirotina     | Kristina Tkatsch        | Anastassija Netschajewa |
| Damen – 9-Ball       | Darja Sirotina     | Kristina Tkatsch        | Dina Fatychowa          |